# Euskera batúa
El euskera batúa (euskara batua, lit. «vasco unificado») es la estandarización del euskera más aceptada, que sirve como registro formal y escrito de la lengua vasca.
Las normas que lo rigen fueron formuladas por la Real Academia de la Lengua Vasca tras el Congreso de Aránzazu de 1968. El euskera batúa convive con los dialectos del euskera, que tienen la mayoría de personas que hablan euskera como lengua materna. 
El euskera batúa es la variante del euskera utilizada por la Administración pública, la enseñanza y otras instituciones formales, y el más utilizado por medios de comunicación, periódicos y en la literatura, aunque también existen estos medios en algunos dialectos.
Creado para promover la unidad del idioma y facilitar la comunicación entre hablantes de los distintos dialectos del euskera, se basa principalmente en los dialectos centrales del euskera:[cita requerida] el navarro, navarro-labortano, el central y en el labortano clásico del siglo XVII, precursor de la literatura en euskera y lazo de unión entre los dialectos españoles y franceses. 
El proceso para la unificación literaria se inició en 1918 con la fundación de la Real Academia de la Lengua Vasca (Euskaltzaindia) y presentación de distintas propuestas para culminar en 1968, en la reunión del Santuario de Aránzazu (Arantzazuko Batzarra) en la que la Real Academia de la Lengua Vasca durante la celebración de su 50.º aniversario decidió apoyar y promover formalmente el informe de las Decisiones del Congreso de Bayona (Baionako Biltzarraren Erabakiak) de 1964 redactado por el Departamento Lingüístico de la Secretaría Vasca (Euskal Idazkaritza) de Bayona, apoyado por distintos literatos éuscaros a través de la recién creada Idazleen Alkartea (Asociación de Escritores) y Ermuko Zina (Juramento de Ermua) de 1968. Los postulados de este informe fueron recogidos en la ponencia presentada por el académico Koldo Mitxelena, quien se encargaría de entonces en adelante y junto con Luis Villasante de dirigir el proceso de la unificación literaria. Las instituciones siguen las normas y directrices marcadas por la Real Academia de la Lengua Vasca para el euskera unificado.

## Origen e historia

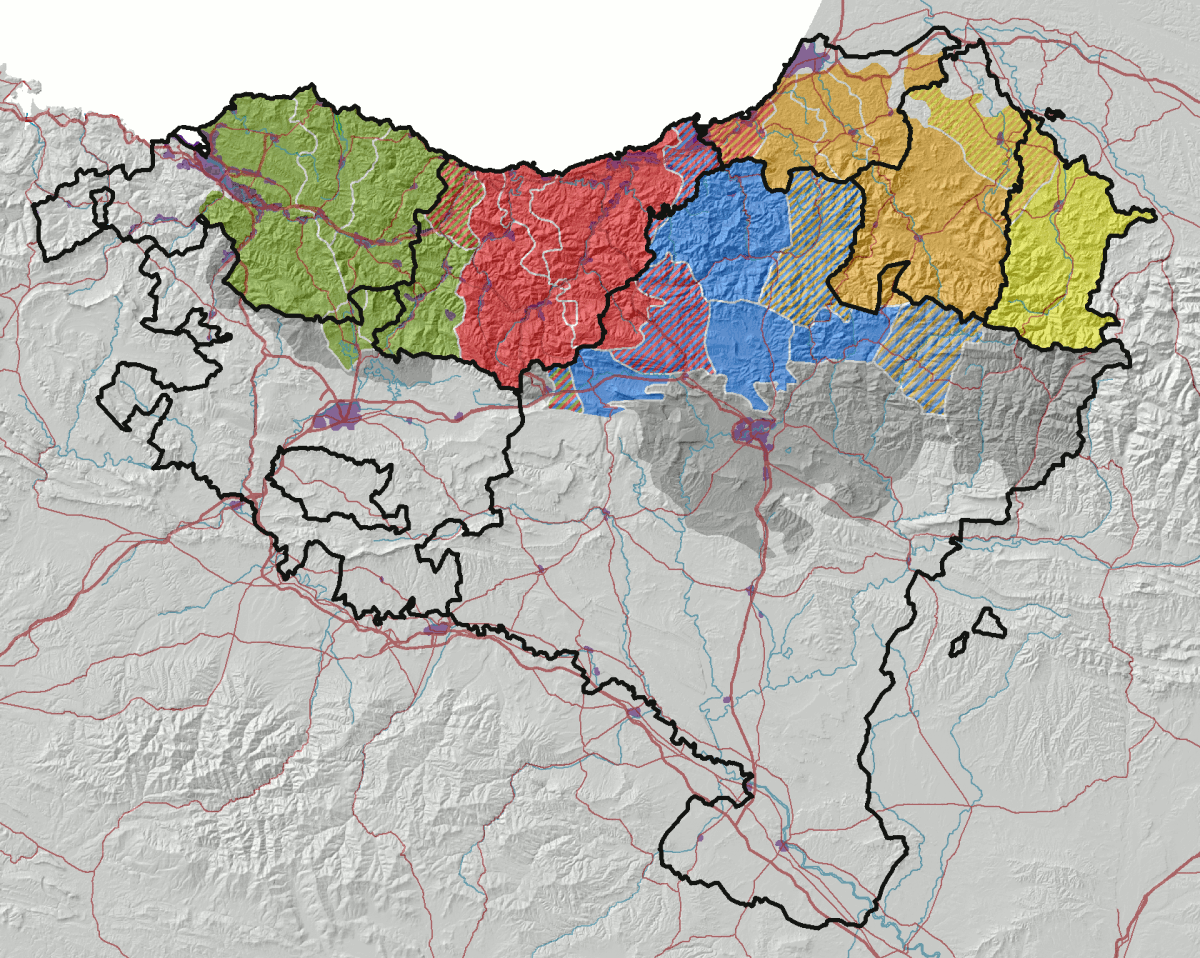
Distribución actual de los dialectos del euskera, según Koldo Zuazo:
dialecto occidental
dialecto central
dialecto navarro
dialecto navarro-labortano
dialecto suletino
zonas hispanófonas que eran vascófonas en el siglo XIX (de acuerdo con el mapa de Luis Luciano Bonaparte).

Las diferentes variedades del euskera (euskalkiak), según la clasificación moderna, son las siguientes: 
- El dialecto occidental o vizcaíno
- El dialecto central o guipuzcoano
- El dialecto navarro
- El labortano-navarro
- El suletino

Algunos difieren considerablemente entre ellos, como el vizcaíno y el suletino. Otro dialecto, el roncalés, desapareció definitivamente en 1991 con la muerte de Fidela Bernat, su última hablante. Los dialectos de mayor tradición literaria han sido el labortano, vizcaíno, suletino y el guipuzcoano, y hasta que se inició el proceso de unificación fueron considerados los de mayor prestigio entre los vascohablantes, siendo los más utilizadas en la liturgia y la literatura. 
Los antecedentes inmediatos del euskera batua serían los siguientes: 
- El gipuzkera osatua (guipuzcoano completado) propuesto por Resurrección María de Azkue en la década de 1920 y tomado como referencia por varios escritores en lengua vasca de España.
- El navarro-labortano literario, utilizado en publicaciones de prensa del País Vasco francés y concretado en una gramática por el escritor Piarres Lafitte en los años cuarenta.

Estos modelos se caracterizaban por su flexibilidad normativa y por darle excesiva importancia a los localismos y fonetismos de cada región. Las propuestas posteriores se basaban más en la tradición literaria.
El euskera unificado fue creado debido a la necesidad de unificar los diferentes dialectos bajo un mismo conjunto de normas lingüísticas. La ausencia de un euskera literario común fue un problema que se hizo notar desde los inicios de la literatura vasca. Muchos escritores hacían referencia a este problema en los prólogos de sus obras y mantenían correspondencia para aconsejarse unos a otros. Los predicadores, versolaris y en general, todos los que se han valido de la palabra como principal herramienta de trabajo, han tenido que buscar soluciones de consenso para hacerse entender entre los vascos de diferentes regiones. A lo largo de la historia, entre los escritores fueron surgiendo varios modelos, sin que ninguno llegara a imponerse a los demás como único canon a imitar, debido principalmente a la división territorial y a la ausencia de una institución que pudiera usar su autoridad en esa materia. 

### Labortano clásico
En el siglo XVI, el ministro calvinista Joannes Leizarraga se dotó de una particular koiné para la primera traducción de la Biblia al euskera. De esta forma, la traducción podría ser entendida por todos los hablantes de Labort, Baja Navarra y Sola, ayudando a la expansión de la nueva doctrina. Leizarraga tomó como base la morfología del dialecto labortano combinado con elementos bajonavarros y suletinos. El ejemplar contenía un pequeño diccionario de palabras desconocidas por los hablantes suletinos.

### Labortanokostatarra(costero)
A partir del siglo XVII, los escritores influenciados por la obra de Pedro de Axular encontraron en el habla de la costa labortana una vía para el desarrollo de la literatura vasca. La fama de la prosa rica y elegante de Axular traspasó la frontera del Pirineo, convirtiéndose también en maestro de los escritores altonavarros, guipuzcoanos y vizcaínos. 

### La escuela de Larramendi
En el XVIII, el jesuita guipuzcoano Manuel de Larramendi aparece al sur del Bidasoa como una referencia intelectual y apologista de la lengua vasca. Publicó una gramática (El Imposible Vencido: Arte de la lengua Bascongada) y un Diccionario Trilingüe (castellano-euskera-latín) y la influencia de ambas obras es apreciable en toda la literatura posterior. Fue prologuista y corrector de varias obras, y su imagen está unida a la aparición del dialecto guipuzcoano como dialecto literario. Este liderazgo aportó una fuerza unificadora a la lengua. 

### Aránzazu
Después del parón que supuso la guerra civil española, en los años 50 del siglo XX se volvió a abordar el problema, sobre todo gracias a una nueva generación de literatos y activistas culturales. Estos se diferenciaban de la generación anterior por ser en su mayoría laicos, de origen urbano y con estudios universitarios. Muchos de ellos eran euskaldun berriak ("nuevos hablantes de euskera"); esto es, no habían aprendido el idioma como lengua materna, como Gabriel Aresti, Jon Mirande y Federico Krutwig. Estos notaban mucho más intensamente la disgregación de la lengua, y el dotarse de un modelo unificado se veía como un paso necesario para garantizar la supervivencia de ésta. Una gran parte de la generación anterior veía la lengua como depositaria de unas idealizadas esencias nacionales unidas a la vida rural, mientras que la generación nueva entendía que la lengua tenía que reconquistar el ámbito urbano, al mismo nivel social que las lenguas de su entorno. 
Gracias a un relativo ambiente de tolerancia por parte del régimen franquista, algunas de las primeras ikastolas se legalizaban como "escuelas parroquiales" y miles de adultos asistían a las clases nocturnas para la euskaldunización y alfabetización, conocidas como gau eskolak. Publicaciones como Euzko Gogoa, Zeruko Argia, Yakin y Anaitasuna fueron la escuela de una generación de escritores que deseaba extender los dominios del euskera más allá de los límites impuestos tradicionalmente. Todo esto, junto con el cambio en el modo de vida y la mentalidad de los vascos, hizo surgir la demanda de una unificación lingüística. Se quería garantizar el uso del euskera en todos los ámbitos públicos, desde la educación básica hasta la universidad. Los escritores y trabajadores de la enseñanza empezaron a exigir a la academia que dictara normas exactas sobre el euskera escrito. 
Koldo Mitxelena, José Luis Álvarez Enparantza Txillardegi, Gabriel Aresti, Fr. Luis Villasante, Jon Etxaide y Jon Mirande, entre otros, fueron los padres de la propuesta. En el Congreso de Aránzazu (Arantzazuko Biltzarra) celebrado en 1968 y convocado por la Real Academia de la Lengua Vasca, se establecieron las líneas maestras de lo que después sería el euskera batua, tomando como eje central la ponencia presentada por Koldo Mitxelena. La propuesta buscaba la unificación en las formas más extendidas y en la base común de la lengua. La ponencia constaba de seis capítulos:  
1. Fundamentos,
2. Ortografía,
3. Sobre la forma de las palabras (palabras vascas antiguas),
4. Neologismos y préstamos,
5. Morfología (nombre, pronombre y verbo) y
6. Sintaxis.

En el momento actual (2008) se considera que el proceso de unificación se encuentra todavía inacabado. El proyecto del Euskal Hiztegi Batua (Diccionario del Léxico Unificado) aún no ha llegado a su fin y algunos aspectos de la terminología científica siguen sin estar plenamente consensuados.

## Críticas
Los debates de las décadas de 1960 y 1970 tomaron un claro cariz de conflicto generacional, y fueron también reflejo de antagonismos políticos. Muchas decisiones, como la adopción de la letra "h" en la ortografía unificada, no fueron del gusto de los sectores más conservadores del nacionalismo vasco, representado en aquel entonces por el PNV. Estos acusaban al ala considerada izquierdista de querer imponer su criterio. Algunos académicos disconformes fundaron una escisión llamada Euskerazaintza.
Otros escritores, influenciados por Federico Krutwig, defendían un modelo cultista basado en el labortano clásico surgido a partir de la obra de Joannes Leizarraga, tomando como referencia la historia del italiano y del alemán. Aunque al principio esta postura gozó de un cierto éxito, con el tiempo terminó convirtiéndose en muy minoritaria: se consideraba un modelo demasiado difícil de aplicar. Gabriel Aresti, Jon Mirande y Luis Villasante, entre otros, defendieron esta vía, aunque con el tiempo decidieron abandonarla. 
Algunos autores sostienen que el batua es una lengua artificial, como el esperanto, y que su existencia e impulso institucional es letal para lo que ellos denominan el "euskera auténtico", que su extensión eliminará los diversos dialectos, evolución de la antigua lengua. Por el contrario, desde los sectores de la cultura en euskera no se da crédito a estas afirmaciones si no es desde una óptica totalmente tradicionalista y trasnochada de lo que es la lengua vasca, o desde un evidente desconocimiento[cita requerida]. Se entiende que lo que supone un peligro para la supervivencia del euskera es el avance del castellano y el francés, que son los que han estado ganando terreno al "euskera auténtico" en la sociedad vasca[cita requerida]. Se entiende que la variedad estándar de la lengua debe completar los dialectos y no sustituirlos[cita requerida]. Además dichas objeciones al batua se podrían aplicar al castellano o al francés normativos empleando la misma argumentación, afirmando que son normas artificiales (como cualquier norma), que no se corresponden con el habla tradicional rural de ninguna comarca castellanohablante ni francófona, y por tanto aplicando dicha argumentación la existencia del castellano y el francés normativos no sería sino un peligro letal para la plena supervivencia de dichas variantes tradicionales y "auténticas" del castellano y el francés en toda su dimensión léxica o morfosintáctica.[cita requerida]
Con la perspectiva que dan los años, se han ido publicando obras que pretenden evaluar el camino emprendido hace más de treinta. La obra del académico Ibon Sarasola Euskara Batuaren Ajeak (Los defectos del euskera unificado) (editorial Alberdania, 1997), en la línea de El dardo en la palabra de Fernando Lázaro Carreter, presenta en formato de diccionario una lista de palabras y expresiones de origen dudoso que acabaron "colándose" en el euskera moderno, proponiendo soluciones siguiendo criterios internacionales y buscando siempre el acercamiento entre los vascohablantes continentales y peninsulares. El también académico Koldo Zuazo, en su ensayo Euskararen Sendabelarrak (Las hierbas curativas del euskera) (Alberdania, 2000) defiende la convivencia entre la variedad estándar y las hablas regionales como condición necesaria para garantizar la vitalidad de la lengua. Zuazo también denuncia la existencia de un lenguaje farragoso y artificial que se suele hacer pasar por batua en los medios de difusión vascos, calificándolo de "Marteko euskara" (euskara marciano).